# Carmenta dimorpha
Carmenta dimorpha is een vlinder uit de familie wespvlinders (Sesiidae), onderfamilie Sesiinae.
Carmenta dimorpha is voor het eerst wetenschappelijk beschreven door Le Cerf in 1916. De soort komt voor in het Neotropisch gebied.